# Plestiodon brevirostris
Espèce
Synonymes
- Mabouia brevirostris Günther, 1860
- Eumeces brevirostris (Günther, 1860)
- Eumeces dicei pineus Axtell, 1960

Statut de conservation UICN

 LC  : Préoccupation mineure
Plestiodon brevirostris est une espèce de sauriens de la famille des Scincidae.

## Répartition
Cette espèce est endémique du Mexique. Elle se rencontre au Veracruz, au Puebla, en Oaxaca, au Guerrero, au Michoacán, au Jalisco et au Durango.

## Liste des sous-espèces
Selon The Reptile Database (12 avril 2013) :
- Plestiodon brevirostris brevirostris (Günther, 1860)
- Plestiodon brevirostris pineus (Axtell, 1960)

## Taxinomie
Les sous-espèces Plestiodon brevirostris bilineatus, Plestiodon brevirostris dicei et Plestiodon brevirostris indubitus ont été élevées au rang d'espèce.

## Étymologie
Son nom d'espèce, du latin brevis, « court », et rostris, « museau », lui a été donné en référence à sa morphologie.

## Publications originales
- Axtell, 1960 : A new subspecies of Eumeces dicei from the Sierra Madre of northeastern Mexico. Copeia, vol. 1960, no 1, p. 19-26.
- Günther, 1860 : On new reptiles and fishes from Mexico. Proceedings of the Zoological Society of London, vol. 1860, p. 316-318 (texte intégral).